# Le Crépuscule des aigles (film, 1966)
Pour les articles homonymes, voir Le Crépuscule des aigles (téléfilm) et Blue Max.
Pour plus de détails, voir Fiche technique et Distribution.
Le Crépuscule des aigles (The Blue Max) est un film britannique réalisé par John Guillermin en 1966.

## Synopsis
En 1916 sur le front de l'Ouest, un caporal dans l'infanterie allemande, Bruno Stachel, est témoin depuis les tranchées des premiers combats aériens, qui font naître en lui un ardent désir de pouvoir un jour voler à son tour.
En 1918, Stachel parvient à être affecté dans l'aviation et rejoint l'escadrille du capitaine Otto Heidemann avec le grade de lieutenant. Issu d'un milieu modeste, son père étant employé dans un petit hôtel de cinq chambres, il est accueilli fraîchement par ses nouveaux compagnons d'armes, pour la plupart de jeunes aristocrates. Leur inimitié grandit lorsqu'au cours de sa première mission aérienne, Stachel, avide de remporter sa première victoire, ne couvre pas son ailier Fabian, qui est abattu. En l'absence de tout témoignage, cette victoire n'est pas homologuée, et Stachel se ridiculise en tentant vainement de retrouver l'épave de l'avion qu'il a descendu.
Toutefois, Willi von Klugermann, neveu du général du même nom et as de l'escadrille, trouve en cet ambitieux roturier un adversaire à sa mesure et décide de devenir son équipier. Une véritable amitié à l'envers se noue bientôt entre les deux pilotes. Au cours d'un vol, Stachel blesse mortellement le mitrailleur d'un biplace britannique et contraint le pilote à le suivre jusqu'à son terrain pour se rendre. Toutefois, le mitrailleur faisant soudain mine de se redresser pour encore tirer, Stachel rouvre le feu et abat le Britannique sous les yeux horrifiés de ses camarades.
Croyant en la chevalerie, le capitaine Heidemann veut punir sévèrement ce pilote, qui a abattu de sang froid un adversaire sans défense, mais Willi soutient les affirmations de Stachel, qui sont vraies. L'action de Stachel attire l'attention du général von Klugermann, venu remettre à son neveu Willi la croix Pour le Mérite récompensant un as allemand titulaire de 20 victoires homologuées. Aux yeux du général, les humbles origines de Stachel font de lui le héros populaire dont a besoin l'état-major du Kaiser pour montrer à une population lasse de la guerre que la jeunesse allemande est toujours prête à poursuivre le combat.
L'offensive lancée par l'armée allemande pour rompre la guerre des tranchées et reprendre une classique guerre de mouvements permet à Stachel d'augmenter sensiblement le nombre de ses victoires et d'ambitionner d'obtenir à son tour la fameuse décoration Pour le Mérite. Cependant, Willi et lui trouvent une autre raison de rivalité en la personne de Kaeti von Klugermann, la belle et peu farouche épouse du général. Au cours d'une action, Stachel sauve la vie de Manfred von Richthofen lui-même mais est blessé et donc contraint de se poser en catastrophe. Cependant, il refuse l'offre du Baron Rouge de le suivre dans son escadrille afin de prouver sa valeur à Heidemann. Envoyé à Berlin en mission de propagande, Stachel en profite pour supplanter Willi auprès de "sa tante par alliance" Kaeti.
Durant la mission suivante, les mitrailleuses de Bruno s'enrayent, et Willi augmente son palmarès de deux nouvelles victoires. Défiant son rival en voltige aérienne, Willi s'écrase et se tue. Rentré seul à la base, Stachel en profite pour réclamer à son compte les deux victoires remportées par le disparu, qui lui sont accordées sur l'intervention du général von Klugermann en dépit des réticences d'Heidemann. Au cours d'une nuit d'ivresse, Bruno avoue à sa maîtresse, Kaeti, la vérité mais aussi son remords d'avoir agi aussi bassement.
L'entrée en guerre des États-Unis précipite la défaite d'une Allemagne désespérée, qui envoie au combat de jeunes pilotes à peine formés. Soucieux de leur sécurité, Heidemann privilégie les attaques au sol de transports de troupes ennemies, mais Stachel désobéit et attaque un groupe d'appareils alliés. Il est bientôt imité par les jeunes nouveaux, avides de combats aériens, mais ils succombent victimes de leur inexpérience. Heidemann, furieux et impuissant, assiste à l'anéantissement presque complet de son escadrille et réclame au général von Klugermann une sévère sanction de Stachel pour insubordination.
Tourtefois, le général suit son idée de rassurer la population par les honneurs attribués à un héros issu du peuple. Il prépare une grande cérémonie durant laquelle Stachel recevra sa croix Pour le Mérite des mains du Kronprinz en personne, après quoi il effectuera un vol d'essai sur un tout nouveau chasseur allemand de type monoplan.
De son côté, Kaeti von Klugermann prépare son départ pour la Suisse pour échapper à l'effondrement de l'Empire allemand. Elle veut entraîner son amant, mais Stachel est un soldat et refuse donc de fuir. Ulcérée de se voir dédaignée, Kaeti se venge en révélant le mensonge de Stachel sur les deux victoires qu'il a volées à Willi von Klugermann après sa mort. Son acte prend de court son mari au moment même où Stachel est décoré par l'héritier de l'Empire. Parant au plus pressé, le général von Klugermann ordonne à son aide de camp Holbach d'éloigner Stachel de la fête le temps d'en savoir plus et ordonne à Heidemann d'essayer à sa place le fameux monoplan.
Les nouvelles qu'il reçoit font s'écrouler le plan du général, qui accable de reproches son épouse pour sa légèreté. À cet instant paraît Heidemann qui apprend à son supérieur que le nouveau prototype est défectueux. Les entretoises qui maintiennent l'aile unique sont trop faibles pour la charge alaire de l'appareil sous tension, et il a eu de la chance d'en être sorti vivant. Sans le savoir, le capitaine a donné à son supérieur le moyen de se tirer du mauvais pas où l'a fourvoyé la sottise de son épouse.
Von Klugermann rappelle Stachel et lui demande d'effectuer à son tour une démonstration de ses talents sur le nouvel appareil. Stachel décolle sous les acclamations de la foule et le regard désespéré d'Heidemann. Sous le regard froid du général, le prototype s'écrase et entraîne la mort du nouveau héros dont la légende demeure ainsi sans tache.

## Distribution

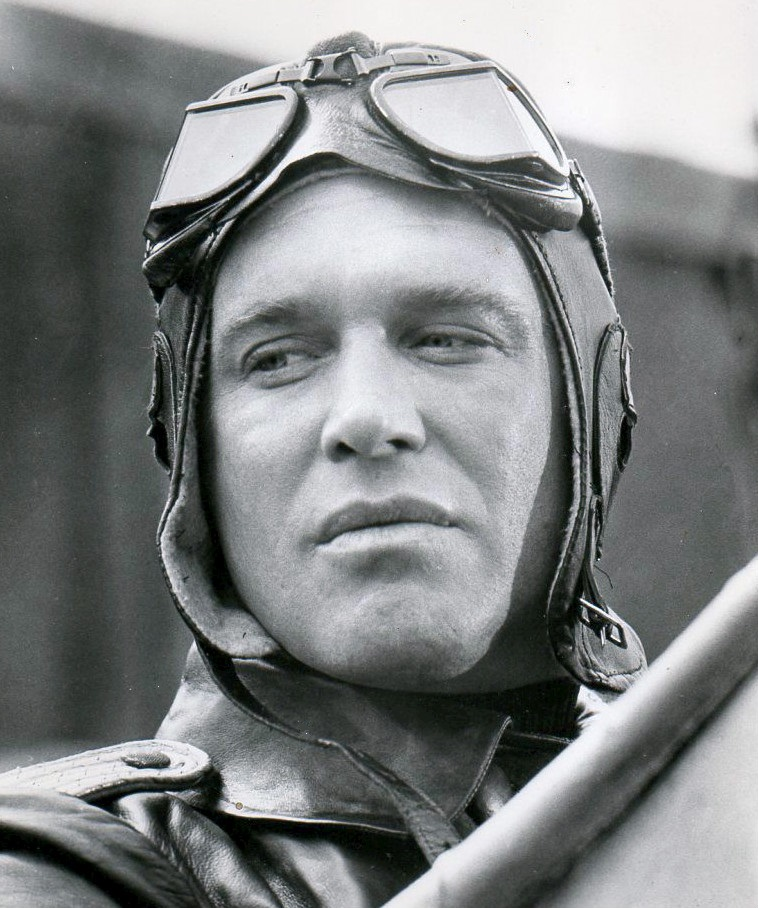
George Peppard dans Le Crépuscule des aigles.

- George Peppard (VF : Marcel Bozzuffi) : Lieutenant Bruno Stachel
- James Mason (VF : Jean Davy) : Général Comte von Klugermann
- Ursula Andress (VF : Sylviane Matthieu) : Comtesse Kaeti von Klugermann
- Jeremy Kemp (VF : François Chaumette) : Willi von Klugermann
- Karl-Michael Vogler (VF : Dominique Tirmont) : Capitaine Otto Heidemann
- Loni von Friedl : Elfi Heidemann
- Anton Diffring : Holbach
- Derren Nesbitt : Fabian